# ده‌نو (ده‌پیر جنوبی)
ده‌نو روستایی در دهستان ده‌پیر جنوبی بخش مرکزی شهرستان خرم‌آباد استان لرستان ایران است.

## جمعیت
بر پایه سرشماری عمومی نفوس و مسکن در سال ۱۳۹۵ جمعیت این روستا ۳۱۷ نفر (۹۳خانوار) بوده‌است.